# Pygopteryx
Pygopteryx rod leptira iz porodice Noctuidae.

## Vrste
- Pygopteryx cinnamomina
- Pygopteryx suava[1]